# Stephen Storace

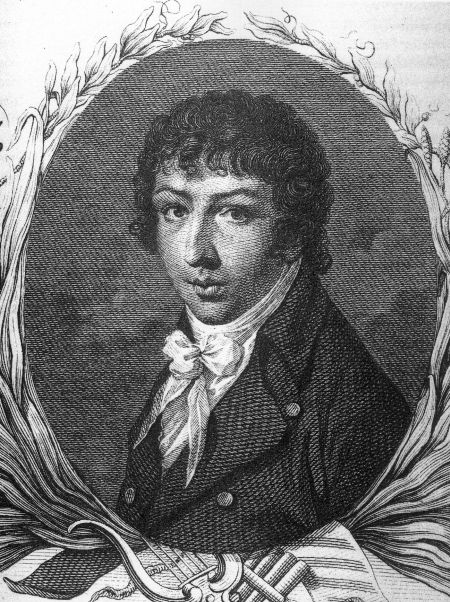
Stephen Storace

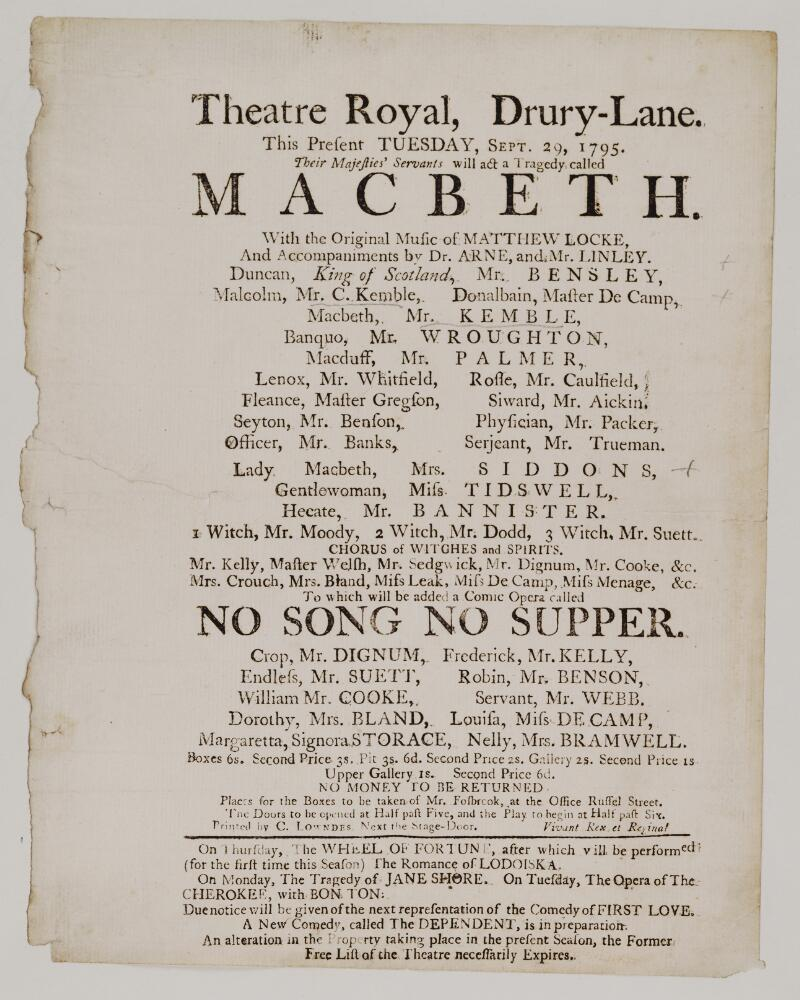
Wiederaufnahme von No Song, No Supper mit Storaces Schwester Nancy als „Margaretta“ (1795)

Stephen John Seymour Storace (geboren 4. April 1762 in London; gestorben 19. März 1796 ebenda) war ein britischer Komponist.

## Leben
Stephen Storace war der Sohn einer Engländerin und des italienischen Kontrabassspielers Stefano Storace, der das Orchester in Vauxhall Gardens leitete. Er wurde in der Pfarre St Marylebone getauft. Seine Schwester Nancy Storace wurde 1765 geboren. Storace lernte das Geigenspiel und das Cembalo. Die Familie zog nach Neapel, wo er am Conservatorio di Sant’Onofrio Komposition studierte. Nach dem Tod seines Vaters in Neapel war er Anfang der 1780er Jahre wieder in England und traf dann um 1784 seine Mutter und Schwester, die nach Wien gezogen waren. Nancy Storace machte dort eine Karriere als Opernsängerin, und Stephen Storace brachte in Wien am 1. Juni 1785 seine Oper Gli Sposi malcontenti auf die Bühne des Burgtheaters. 1786 folgte ebenfalls am Burgtheater Gli equivoci nach einem Libretto von Lorenzo da Ponte nach Die Komödie der Irrungen von William Shakespeare. Möglicherweise war er unter dem Pseudonym „Cornetti“ mit Antonio Salieri und Wolfgang Amadeus Mozart an dem Gemeinschaftsprojekt der Kantate Per la ricuperata salute di Ofelia beteiligt, die die drei seiner Schwester zur Genesung gewidmet hatten. In der Literatur wird angenommen, dass Storace ein Schüler Mozarts war oder zumindest seinen Rat einholte. Als Nancy 1787 Wien verließ, um nach London zu gehen, zählten er, der Komponist Thomas Attwood und der Tenor Michael Kelly zu ihrer Entourage.
Da er an der Londoner italienischen Oper im King’s Theatre keine Aufträge für Opernkompositionen erhielt, schloss er sich 1789 dem Drury Lane Theater an, das unter der Leitung von Richard Brinsley Sheridan stand, welcher aus wirtschaftlichen Gründen englische Opern bevorzugte. Storace hatte nun den Auftrag, auf dem Kontinent erfolgreiche Opern ins Englische zu übertragen. Er schrieb daneben jährlich zwei eigene Opern und begann 1789 gleich mit einem Kassenerfolg mit The Haunted Tower mit Kelly als Tenor. Nach diesem Erfolg konnte auch die zuvor komponierte Oper No Song, No Supper aufgeführt werden, die zur Gattung der „Afterpieces“ gehörte, kurzer, komödiantischer Opern, die nach dem Hauptereignis das Publikum mit guter Laune in den Abend entlassen sollten. No song, no supper handelt von gestrandeten Seeleuten, die ihr Liebesglück wiederfinden. Es wurde nach der Mode der Zeit als turbulente Komödie mit rührendem Ausklang im Anschluss an die satirische The Beggar’s Opera gegeben. Die einfachen Strophenlieder entsprachen der zur gleichen Zeit auf dem Kontinent beliebten Opéra comique. Das Stück ist Storaces einzige erhaltene englische Oper. Einen großen Erfolg mit der Musik zu The Iron Chest Anfang März 1796 konnte Storace nicht lange auskosten, da er eine Woche nach der Premiere verstarb. Nancy Storace, von deren Gesangskunst seine Opern profitierten, überlebte ihn um zwanzig Jahre. Sie gab 1808 mit No Song, No Supper ihren Bühnenabschied.

## Bühnenwerke
- Gli sposi malcontenti. Libretto Gaetano Brunati, Opera buffa, 1785, Wien
- Gli equivoci. Libretto Lorenzo da Ponte, Opera buffa, 1786, Wien
- La cameriera astuta. Komische Oper. 1788, London
- The Doctor and the Apothecary. Libretto James Cobb, 1788, London
- The Haunted Tower. Libretto James Cobb, 1789, London
- No Song, No Supper. Libretto Prince Hoare, 1790, London
- The Siege of Belgrade. Libretto James Cobb, 1791, London
- The Cave of Trophonius. Libretto Prince Hoare, 1791, London
- Poor Old Drury. Libretto James Cobb, 1791, London
- Dido, Queen of Carthage. Libretto Prince Hoare nach Metastasio, Opera seria, 1792, London
- The Pirates. Libretto James Cobb, 1792, London
- The Price. Libretto Prince Hoare, 1793, London
- My Grandmother. Libretto Prince Hoare, 1794, London
- Lodoiska. Libretto John Philip Kemble, 1794, London nach Cherubini
- The Glorious First of June. Libretto James Cobb, R. B. Sheridan, 1794
- The Cherokee. Libretto James Cobb, 1794, London
- The Three and the Deuce. Libretto Prince Hoare, 1795, London
- The Iron Chest. Libretto George Colman, 1796, London
- Mahmoud. Libretto Prince Hoare, 1796, London

Ballett
- Venus and Adonis (1793, London)